# 어정초등학교
어정초등학교(御停初等學校)는 대한민국 경기도 용인시 기흥구 중동에 있는 공립 초등학교이다. 1947년에 구성초등학교의 분교로 개교하였다.

## 학교 연혁
- 1947년 9월 1일 구성국민학교 어정분교로 개교
- 1953년 7월 16일 어정국민학교로 승격 개교
- 1996년 3월 1일 어정초등학교로 개칭
- 1998년 10월 15일 신관 10개 교실 증축
- 1998년 12월 24일 급식소 및 다목적실 신축
- 2006년 3월 1일 일반학급 11개, 도움학급1개, 병설유치원1학급 편성
- 2006년 12월 15일 학교평가 실시결과 우수학교로 선정
- 2007년 1월 15일 보육프로그램 우수학교 수상 (교육감)
- 2007년 9월 1일 혁신 최우수학교 수상
- 2008년 3월 1일 교육과정운영 최우수학교 수상
- 2013년 8월 1일 동관 10개교실 및 급식소 신축
- 2013년 12월 17일 다목적 강당 신축 교육부 예산 승인
- 2014년 2월 14일 제61회 졸업(88명, 총3,719명)
- 2014년 3월 1일 제19대 신보림 교장선생님 취임
- 2014년 3월 5일 일반학급20개학급,도움학급1개학급,유치원1개학급 편성
- 2014년 5월 31일 동관 및 식생활교육관 준공
- 2015년 2월 13일 제62회 졸업식(79명 졸업, 총 3798명)
- 2015년 3월 1일 일반학급 26개 학급,도움학급 1개 학급,유치원 1개 학급 편성

## 사건
1969년 미감아 사건 파동으로 일어났으며, 전교생이 등교 거부하였다.

## 참고 자료
- 어정초등학교 - 한국교육학술정보원 학교알리미